# Imangi Studios
Imangi Studios — незалежна американська компанія, яка займається розробкою відеоігор. Передусім відома створенням безкоштовної серії ігор Temple Run для IOS, Android і Windows Phone. Розташована в місті Ралі, Північна Кароліна, США. Її засновниками є подружжя Наталія Лук'янова та Кіт Шеперд (англ. Natalia Luckyanova and Keith Shepherd), згодом до яких приєднався й художник Кирил Чангов (англ. Kiril Tchangov).
2011 року компанія випустила культову відеогру Temple Run, яку загалом завантажило понад 1 млрд разів людей по всьому світу.

## Розроблені продукти

### Ігри
- Temple Run
- Temple Run: Brave
- Temple Run 2
- Temple Run: Oz
- Harbor Master
- Harbor Master HD
- Max Adventure
- Hippo High Dive
- GeoSpark
- Little Red Sled
- Word Squares
- Imangi

### Додатки
- PhotoMarkr